# Église Saint-Pierre-et-Saint-Paul de Gourin
Pour les articles homonymes, voir Église Saint-Pierre-et-Saint-Paul.
L'église Saint-Pierre-et-Saint-Paul est une église catholique située à Gourin, en France.

## Localisation
L'église est située dans le département français du Morbihan, sur la commune de Gourin. Outre l'église, son enclos regroupait le cimetière, la chapelle Notre-Dame-des-Victoires, une Pietà et un ossuaire.

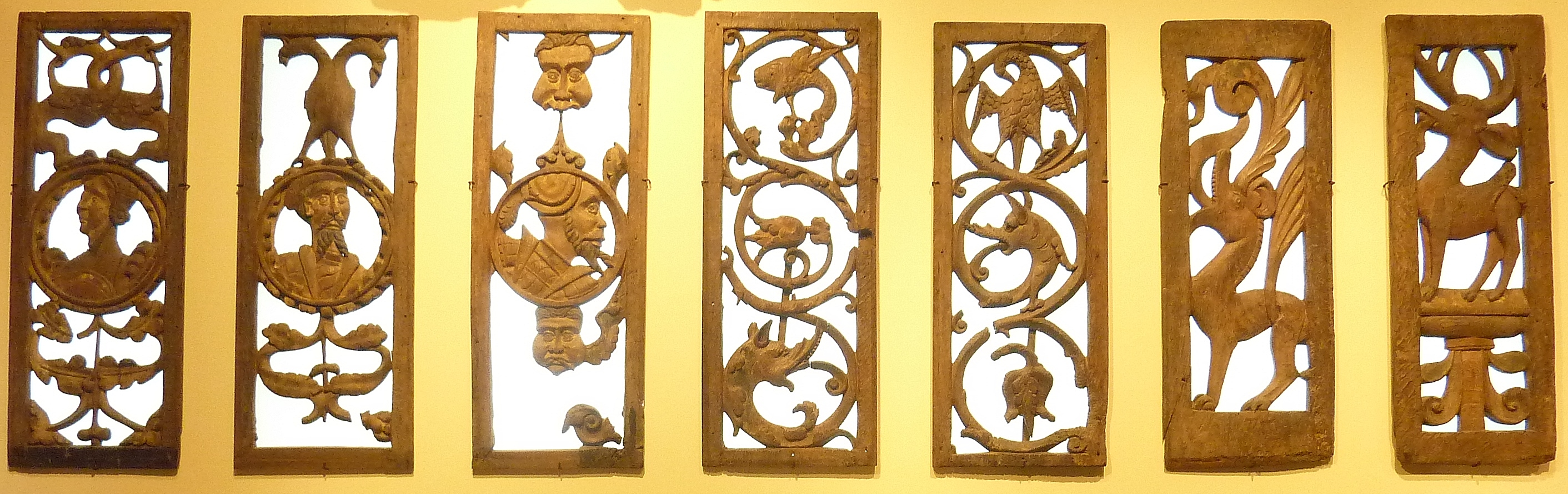
Sept panneaux sculptés à jour (portraits et animaux) provenant de l'église paroissiale de Gourin et datant du XVIe siècle (Musée d'histoire et d'archéologie de Vannes).

## Historique
L'église Saint-Pierre-et-Saint-Paul fait l’objet d’une inscription au titre des monuments historiques depuis le 24 avril 1925.